# 白羊草
白羊草（学名：Bothriochloa ischaemum）是一种禾本科植物。这种植物遍布于中国暖温带地区。白羊草在苏联、美国及印度等国家的暖温带区均有分布。